# Saint-Maurice-sur-Mortagne
Saint-Maurice-sur-Mortagne – miejscowość i gmina we Francji, w regionie Grand Est, w departamencie Wogezy.
Według danych na rok 1990 gminę zamieszkiwały 163 osoby, a gęstość zaludnienia wynosiła 24 osoby/km² (wśród 2335 gmin Lotaryngii Saint-Maurice-sur-Mortagne plasuje się na 882. miejscu pod względem liczby ludności, natomiast pod względem powierzchni na miejscu 850.).